# Anyone I Want to Be
Az Anyone I Want to Be Roksana Węgiel lengyel énekes egyik dala. Ez képviselte Lengyelországot a 2018-as Junior Eurovíziós Dalfesztiválon, ahol megnyerte a versenyt. A dalt Maegan Cottone, Nathan Duvall, Cutfather, Peter Wallevik, Daniel Davidsen, Małgorzata Uściłowska, és Patryk Kumór szerezte, és kislemezen 2018. november 6-án adták ki.

## Előzmények és a dal megírása
Az "Anyone I Want to Be" a brit-amerikai dalszerző Maegan Cottone, Nathan Duvall brit dalszerző, Cutfather dán producer, Peter Wallevik dán dalszerző, Daniel Davidsen dán-norvég zenész, Małgorzata Uściłowska lengyel énekes-dalszerző és Patryk Kumór lengyel dalszerző közös alkotása.
Röviddel azután, hogy a dal megnyerte a versenyt, Cutfather elárulta, hogy már nagyjából öt évvel azelőtt elkészült a dal, hogy benevezeték volna a lengyel műsorszolgáltatóhoz, a Telewizja Polskához. Többek között a következő nemzetközi művészeknek ajánlották fel a dalt: Iggy Azalea és Rita Ora.

## Junior Eurovíziós Dalfesztivál
2018. szeptember 21-én a lengyel Telewizja Polska (TVP) műsorszolgáltató Węgielt nevezte meg, mint a Fehéroroszország fővárosában, Minszkben megrendezendő 2018-as Junior Eurovíziós Dalfesztivál lengyel résztvevőjét. Később nyilvánosságra hozták, hogy az "Anyone I Want to Be" című, november 6-án bemutatott dallal indul, melynek a klipjét is akkor mutatták be. A versenyt november 25-én tartották meg a Minszk Arénában. A sorsolás értelmében Węgiel utolsóként, a Máltát képviselő Ela Mangion után lépett színpadra. A zsűri szavazásán 79 ponttal a hetedik helyre került, és csak Franciaországtól kapott maximális pontszámot. Az online szavazáson viszont Lengyelország kapta meg a legtöbb pontot, összesen 136-ot, így összesítve a második Franciaországot 12 ponttal megelőzve 215 ponttal végzett az élen.
Węgiel első lengyelként nyerte meg a Junior Eurovíziós Dalfesztivált. Az országa még Eurovíziós Dalfesztivált sem nyert soha. Győztesként Lengyelország  kapta meg a jogot a 2019-es Junior Eurovíziós Dalfesztivál megrendezésére. December 10-én hivatalosan is bejelentették, hogy az ország élni kíván a lehetőséggel. A versenyt végül Gliwice városában rendezték meg.

## Klip
Az "Anyone I Want to Be" klipjét a dal digitális megjelenése napján, 2018. november 6-án tették közzé. A videó a YouTube-on két hét alatt átlépte az egymillió megtekintést, így a 2018-as verseny legnézettebb videóklipje lett.

## Számlista
| 1. | Anyone I Want to Be (2018-as junior Eurovíziós Dalfesztivál / Lengyelország) | 2:58 |

## Slágerlisták
| Slágerlista (2018–19)                 | Legjobb helyezés |
| ------------------------------------- | ---------------- |
| Lengyelország (Polish Airplay Top 20) | 4                |

| Slágerlista (2019)   | Helyezés |
| -------------------- | -------- |
| Lengyelország (ZPAV) | 59       |

## Minősítés
| Ország        | Előadó         | Cím                 | Elismerés | Típus    | Megjelenés éve | Minősítés éve | Elérés            |
| ------------- | -------------- | ------------------- | --------- | -------- | -------------- | ------------- | ----------------- |
| Lengyelország | Roksana Węgiel | Anyone I Want to Be | Platinum  | Kislemez | 2018           | 2019          | 2019. november 4. |

## Kiadástörténet
| Régió     | Dátum             | Formátum           | Kiadó     | Ref.   |
| --------- | ----------------- | ------------------ | --------- | ------ |
| Különböző | 2018. november 6. | Digitális letöltés | Universal | [ 16 ] |